# Airspeed AS.39 Fleet Shadower
Airspeed AS.39 Fleet Shadower – brytyjski, pokładowy samolot patrolowy będący pierwszą czterosilnikową maszyną przeznaczoną do operowania z pokładu lotniskowca. Po wybudowaniu dwóch prototypów przez wytwórnię Airspeed Limited konstrukcja nie była dalej rozwijana i cały program budowy anulowano jeszcze przed zakończeniem wojny.

## Historia
Ideą przyświecającą powstaniu samolotu była chęć posiadania przez Royal Navy samolotu przeznaczonego do długotrwałej obserwacji okrętów przeciwnika, w tym celu flota skonkretyzowała swoje wymagania techniczne w dokumencie Operational Requirement OR.52 (specyfikacji technicznej wydanej przez Air Ministry numer S.23/37). Nowy samolot charakteryzować się miał możliwością operowania na pokładach lotniskowców, długotrwałym lotem, niewielką prędkością przelotową, cichą pracą silników i bardzo dobrą widocznością dla członków załogi. Specyfikacja stała się podstawą prac dla pięciu wytwórni lotniczych: Percival, General Aircraft, Fairey, Short Bros i Airspeed. Zainteresowanie aż pięciu firm przełożyło się jednak tylko na dwa ukończone samoloty. 15 listopada 1938 roku podpisano umowę na wybudowanie dwóch prototypów z dwoma firmami, General Aircraft i Airspeed.  General Aircraft zbudował General Aircraft GAL.38 Fleet Shadower a Airspeed swojego AS.39. Konstruktorzy Airspeed w swoim projekcie wykorzystali doświadczenia amerykańskiej wytwórni Crouch-Bolas Aircraft Corp z dwusilnikowym samolotem Crouch-Bolas Dragon Fly, zdolnym do lotów z małymi prędkościami. Umiejętność tę osiągnięto wykorzystując zjawisko zapewnienia odpowiedniej siły nośnej na płacie opływanym na całej swojej powierzchni przez strumienie zaśmigłowe. 17 października 1940 roku (niektóre źródła podają 18 października) w Portsmouth odbył się oblot nowego samolotu (o numerze N1323). Za sterami maszyny siedział pilot fabryczny Georg Erringtona. Niestety samolot okazał się być trudny w utrzymaniu sterowności podłużnej oraz miał zbyt małą prędkość wznoszenia. W 17 lutego 1941 roku marynarka anulowała cały program, zniszczono obydwa prototypy, z których drugi (o numerze N1324) nie był w pełni ukończony. Do podjęcia takiej decyzji przyczynił się obok problemów technicznych z nowym samolotem, rozwój urządzeń radarowych, które instalowane na pokładach okrętów i nowych samolotów (np. patrolowych wersji amerykańskiego bombowca Consolidated B-24 Liberator) były zdecydowanie prostsze i łatwiejsze w obsłudze niż nowa konstrukcja.

## Konstrukcja
Samolot był zastrzałowym górnopłatem o mieszanej metalowo drewnianej konstrukcji. W celu możliwości bazowania na pokładach lotniskowców samolot miał składane do tyłu wraz z silnikami skrzydła. Płaty wyposażone w klapy, klapolotki i skrzela. Napęd stanowiły cztery, siedmiocylindrowe, chłodzone powietrzem silniki gwiazdowe napędzające dwułopatowe, drewniane śmigła o średnicy 2,4 metra. Podwozie stałe dwukołowe z kółkiem ogonowym. Samolot nie był uzbrojony. Załogę stanowili pilot, radiooperator i obserwator.